# 2025년 태풍
이 문서에서는 2025년에 발생한 태풍들의 활동에 대해 기록하였다.

## 통계

### 월별 태풍 발생 개수
| -                                 | 1월       | 2월       | 3월       | 4월       | 5월       | 6월       | 7월       | 8월        | 9월        | 10월       | 11월       | 12월       | 합계 |
| --------------------------------- | --------- | --------- | --------- | --------- | --------- | --------- | --------- | ---------- | ---------- | ---------- | ---------- | ---------- | ---- |
| 2025년                            | 0 (0)     | 0 (0)     | 0 (0)     | 0 (0)     | 0 (0)     | 2 (2)     | 7 (9)     | 2 (11)     | 0 (0)      | 0 (0)      | 0 (0)      | 0 (0)      | 11   |
| 30년 평균 (1971~2000년)           | 0.5 (0.5) | 0.1 (0.6) | 0.4 (1.0) | 0.8 (1.8) | 1.0 (2.8) | 1.7 (4.5) | 4.0 (8.5) | 5.5 (14.0) | 5.0 (19.0) | 3.9 (22.9) | 2.5 (25.4) | 1.3 (26.7) | 26.7 |
| *괄호 안의 숫자는 누적 태풍 수임. |           |           |           |           |           |           |           |            |            |            |            |            |      |

### 태풍 이름
| - 제1호 태풍 우딥 (2501) - 제2호 태풍 스팟 (2502) - 제3호 태풍 문 (2503) - 제4호 태풍 다나스 (2504) - 제5호 태풍 나리 (2505) | - 제6호 태풍 위파 (2506) - 제7호 태풍 프란시스코 (2507) - 제8호 태풍 꼬마이 (2508) - 제9호 태풍 크로사 (2509) - 제10호 태풍 바이루 (2510) | - 제11호 태풍 버들 (2511) - 제12호 태풍 링링 (사용안함) - 제13호 태풍 가지키 (사용안함) - 제14호 태풍 농파 (사용안함) - 제15호 태풍 페이파 (사용안함) | - 제16호 태풍 타파 (사용안함) - 제17호 태풍 미탁 (사용안함) - 제18호 태풍 라가사 (사용안함) - 제19호 태풍 너구리 (사용안함) - 제20호 태풍 부알로이 (사용안함) | - 제21호 태풍 마트모 (사용안함) - 제22호 태풍 할롱 (사용안함) - 제23호 태풍 나크리 (사용안함) - 제24호 태풍 펑선 (사용안함) - 제25호 태풍 갈매기 (사용안함) |

## 특징
- 1984년 이후 41년 만에 제1호 태풍이 6월에 뒤늦게 발생한 시즌으로 기록되었다.

## 활동한 태풍

### 제1호 태풍 우딥
2025년 제1호 태풍 우딥(WUTIP)은 6월 11일 9시에 중심기압 994hPa, 최대풍속 18m/s, 강풍 반경 440km(남서쪽 반경)의 열대폭풍으로 중국 하이커우 시 남동쪽 약 565km 부근 해상(남중국해)에서 발생하였다.(일본 기상청 속보치 기준) 발생 이후 서북서~북북서진하면서 통킹만에 진출한 뒤 통킹만의 높은 수온으로 인해 급발달하였고, 6월 13일 15시에 베트남 다낭 북쪽 약 290km 부근 해상(통킹만)에서 중심기압 980hPa, 최대풍속 31m/s의 강한 열대폭풍으로 최성기를 맞이하였다. 최성기 이후에는 6월 14일 15시에 최저기압 985hPa, 최대풍속 28m/s의 세력으로 중국 광둥성 잔장시 쑤이시 현(遂溪县)(북위 21.2도, 동경 109.8도)에 상륙하였다. 중국 상륙 이후 육상마찰로 인해 급약화되어서 6월 15일 3시에 중국 홍콩 서북서쪽 약 290km 부근 육상에서 중심기압 994hPa의 열대저압부로 약화되었다. 우딥은 마카오에서 제출한 이름으로 나비를 의미한다.

### 제2호 태풍 스팟
2025년 제2호 태풍 스팟(SEPAT)은 6월 23일 9시에 중심기압 1004hPa, 최대풍속 18m/s, 강풍 반경 280km(북동쪽 반경)의 열대폭풍으로 일본 도쿄 남남동쪽 약 1,320km 부근 해상에서 발생하였다.(일본 기상청 속보치 기준) 발생 이후 추가 발달 없이 북서~북북서진하다가 건조역으로 인해 급격히 약화되어서 6월 25일 3시에 일본 도쿄 남쪽 약 480km 부근 해상에서 중심기압 1006hPa의 열대저압부로 약화되었다. 그리고 한국 기상청 기준으로는 중심기압 1004hPa의 열대저압부로 약화되었다. 스팟은 말레이시아에서 제출한 이름으로 농어과의 민물고기를 의미한다.

### 제3호 태풍 문
2025년 제3호 태풍 문(MUN)은 7월 3일 3시에 중심기압 1002hPa, 최대풍속 18m/s, 강풍 반경 330km(북동쪽 반경)의 열대폭풍으로 일본 도쿄 남남동쪽 약 1,130km 부근 해상에서 발생하였다.(일본 기상청 속보치 기준) 발생 이후 북서~북북동진하면서 발달하였고, 7월 6일 15시에 일본 도쿄 동남동쪽 약 940km 부근 해상에서 중심기압 990hPa, 최대풍속 26m/s의 강한 열대폭풍으로 최성기를 맞이하였다. 최성기 이후에는 북~북북동진하면서 건조역과 강한 연직시어로 인해 약화 및 온대저기압화가 진행되었고, 7월 8일 9시에 일본 센다이 동북동쪽 약 740km 부근 해상에서 중심기압 998hPa의 온대저기압으로 변질되었다. 그리고 한국 기상청 기준으로도 중심기압 998hPa의 온대저기압으로 변질되었다. 문은 미크로네시아에서 제출한 이름으로 야프어로 6월을 의미한다.

### 제4호 태풍 다나스
2025년 제4호 태풍 다나스(DANAS)는 7월 5일 3시에 중심기압 996hPa, 최대풍속 18m/s, 강풍 반경 220km(남쪽 반경)의 열대폭풍으로 중국 산터우시 남남동쪽 약 370km 부근 해상(남중국해)에서 발생하였다.(일본 기상청 속보치 기준) 발생 이후 거의 정체~북북동진하면서 남중국해와 대만 해협의 높은 수온으로 인해 급발달하였고, 7월 6일 21시에 중국 산터우 동쪽 약 310km 부근 해상(대만 해협)에서 중심기압 970hPa, 최대풍속 33m/s의 강한 태풍으로 최성기를 맞이하였다. 최성기 세력으로 대만을 관통한 뒤 급약화되었고, 대만을 관통한 이후에도 북북동진하다가 북태평양 고기압에 가로막혀서 서남서진으로 전향한 뒤 중국에 상륙하였다. 중국에 상륙한 이후에는 육상 마찰로 약화되어서 7월 9일 9시에 중국 푸저우 북북서쪽 약 90km 부근 육상에서 중심기압 996hPa의 열대저압부로 약화되었다. 다나스는 필리핀에서 제출한 이름으로 경험을 의미한다.

### 제5호 태풍 나리
2025년 제5호 태풍 나리(NARI)는 7월 13일 3시에 중심기압 998hPa, 최대풍속 18m/s, 강풍 반경 280km(남동쪽 반경)의 열대폭풍으로 일본 도쿄 남쪽 약 1,160km 부근 해상에서 발생하였다.(일본 기상청 속보치 기준) 발생 이후 북~북북서진하면서 발달하였고, 7월 14일 3시에 일본 도쿄 남남동쪽 약 450km 부근 해상에서 중심기압 985hPa, 최대풍속 26m/s의 강한 열대폭풍으로 최성기를 맞이하였다. 최성기 이후에는 북진하면서 건조역과 강한 연직시어로 인해 약화 및 온대저기압화가 진행되었고, 7월 15일 2시에는 일본 홋카이도에 상륙하기도 하였다. 7월 15일 9시에 일본 삿포로 북동쪽 약 380km 부근 해상에서 중심기압 998hPa의 온대저기압으로 변질되었다. 그리고 한국 기상청 기준으로는 중심기압 1000hPa의 온대저기압으로 변질되었다. 나리는 대한민국에서 제출한 이름으로 백합을 의미한다.

### 제6호 태풍 위파
2025년 제6호 태풍 위파(WIPHA)는 7월 18일 3시에 중심기압 996hPa, 최대풍속 18m/s, 강풍 반경 390km(북동쪽 반경)의 열대폭풍으로 필리핀 마닐라 동북동쪽 약 500km 부근 해상에서 발생하였다.(일본 기상청 속보치 기준) 발생 이후 북서~서북서진하면서 발달하였고, 7월 20일 15시에 중국 홍콩 남서쪽 약 60km 부근 해상(남중국해)에서 중심기압 970hPa, 최대풍속 31m/s의 강한 열대폭풍으로 최성기를 맞이하였다. 최성기 이후 중국 레이저우 반도에 상륙했다가 통킹만에서 재발달 하고 나서 다시 베트남에 상륙 이후 육상마찰로 인해 급약화되어서 7월 23일 3시에 베트남 하노이 남서쪽 약 250km 부근 육상에서 중심기압 992hPa의 열대저압부로 약화되었다. 그리고 한국 기상청 기준으로는 중심기압 994hPa의 열대저압부로 약화되었다. 위파는 태국에서 제출한 이름으로 여자 이름이다.

### 제7호 태풍 프란시스코
2025년 제7호 태풍 프란시스코(FRANCISCO)는 7월 23일 9시에 중심기압 996hPa, 최대풍속 18m/s, 강풍 반경 650km(북동쪽 반경)의 열대폭풍으로 일본 오키나와 남남동쪽 약 730km 부근 해상에서 발생하였다.(일본 기상청 속보치 기준) 발생 이후 북서~북북서진하면서 발달하였고, 7월 24일 21시에 일본 오키나와 남서쪽 약 120km 부근 해상에서 중심기압 990hPa, 최대풍속 21m/s의 열대폭풍으로 최성기를 맞이하였다. 최성기 이후에는 건조역으로 인해 급약화되어서 7월 25일 15시에 대만 타이베이 북북동쪽 약 200km 부근 해상(동중국해)에서 중심기압 992hPa의 열대저압부로 약화되었다. 프란시스코는 미국에서 제출한 이름으로 남자 이름이다.

### 제8호 태풍 꼬마이
2025년 제8호 태풍 꼬마이(CO-MAY)는 7월 23일 21시에 중심기압 994hPa, 최대풍속 18m/s, 강풍 반경 165km의 열대폭풍으로 필리핀 마닐라 북서쪽 약 416km 부근 해상(남중국해)에서 발생하였다.(일본 기상청 속보치 기준) 발생 이후 남서~동북동진하면서 남중국해의 높은 수온으로 인해 급발달하였고, 7월 25일 3시에 필리핀 마닐라 북북서쪽 약 260km 부근 해상(남중국해)에서 중심기압 975hPa, 최대풍속 33m/s의 강한 태풍으로 최성기를 맞이하였다. 최성기 이후에는 필리핀 일로코스 지방을 스친 뒤 북북동진하면서 건조역으로 인해 급약화되어서 7월 26일 9시에 일본 오키나와 서남서쪽 약 250km 부근 해상에서 중심기압 996hPa의 열대저압부로 약화되었다.
하지만 7월 27일 21시에 중심기압 992hPa, 10분 평균 풍속 18m/s, 강풍 반경 500km(북쪽 반경)의 열대폭풍으로 일본 오키나와 나하시 남동쪽 약 192km 부근 해상(동중국해)에서 재발생하였다.(일본 기상청 속보치 기준) 재발생 이후 거의 정체 및 북서진하면서 동중국해에서 재발달한 뒤, 7월 30일 15시에 중심기압 980hPa, 최대풍속 21㎧의 세력으로 중국 상하이(북위 30.9도, 동경 121.8도)에 상륙했다. 중국 상하이에 상륙한 이후 육상 마찰로 약화되어서, 7월 31일 9시에 중국 상하이 서쪽 약 160km 부근 육상에서 중심기압 990hPa의 열대저압부로 약화되었다. 꼬마이는 베트남에서 제출한 이름으로 풀의 한 종류이다.

### 제9호 태풍 크로사
2025년 제9호 태풍 크로사(KROSA)는 7월 24일 12시에 중심기압 1002hPa, 최대풍속 18m/s, 강풍 반경 280km(남쪽 반경)의 열대폭풍으로 미국 괌 북서쪽 약 160km 부근 해상에서 발생하였다.(일본 기상청 속보치 기준) 발생 이후 북~북북동진하면서 발달하였고, 7월 27일 9시에 미국 괌 북쪽 약 780km 부근 해상에서 중심기압 965hPa, 최대풍속 39m/s의 강한 태풍으로 최성기를 맞이하였다. 최성기 이후에는 북~북북동진하면서 일본을 스쳐지나간 이후에는 건조역으로 인해 약화 및 온대저기압화가 진행되었고, 한국 기상청 기준으로는 8월 4일 9시에 일본 삿포로 동쪽 약 1,760km 부근 해상에서 중심기압 990hPa의 온대저기압으로 변질되었다. 일본 기상청 기준으로는 8월 4일 15시에 일본 삿포로 동쪽 약 1,995km 부근 해상에서 중심기압 990hPa의 온대저기압으로 변질되었다. 크로사는 캄보디아에서 제출한 이름으로 학을 의미한다.

### 제10호 태풍 바이루
2025년 제10호 태풍 바이루(BAILU)는 8월 3일 9시에 중심기압 996hPa, 최대풍속 18㎧, 강풍 반경 280㎞(북동쪽 반경)의 열대폭풍으로 일본 도쿄 남동쪽 약 295㎞ 부근 해상에서 발생하였다.(일본 기상청 속보치 기준) 발생 이후 추가 발달 없이 동~동북동진하다가 온대저기압화가 진행되어서 8월 6일 9시에 일본 삿포로 동쪽 약 1,750km 부근 해상에서 중심기압 996hPa의 온대저기압으로 변질되었다. 바이루는 중국에서 제출한 태풍의 이름으로, 중국어로 하얀 사슴을 뜻한다.

### 제11호 태풍 버들
2025년 제11호 태풍 버들(PODUL)은 8월 8일 3시에 중심기압 1002hPa, 최대풍속 18m/s, 강풍 반경 165km의 열대폭풍으로 미국 괌 북북동쪽 약 620km 부근 해상에서 발생하였다.(일본 기상청 속보치 기준) 발생 이후 서~서북서진하면서 강한 연직시어와 건조역으로 인해 발달 정체를 겪다가 대만 상륙을 앞두고 급발달해서, 8월 13일 12시에 대만 타이베이 남쪽 약 304km 부근 해상(북위 22.3도, 동경 121.4도)에서 중심기압 965hPa, 최대풍속 41m/s의 강한 태풍으로 최성기를 맞이하였다. 최성기 이후 8월 13일 15시에 대만 가오슝 산린 구(북위 23.0도, 동경 120.6도)에서 중심기압 970hPa, 최대풍속 36㎧의 강한 태풍으로 약화되었다가 잠시나마 대만 해협에서 재발달한 뒤 바로 중국에 상륙하였고, 육상 마찰로 인해 급약화되어서 8월 14일 15시에 중국 산터우 서북서쪽 약 330km 부근 육상에서 중심기압 998hPa의 열대저압부로 약화되었다. 그리고 한국 기상청 기준으로는 중심기압 1000hPa의 열대저압부로 약화되었다. 버들은 북한(조선민주주의인민공화국)에서 제출한 이름으로 버드나무를 의미한다.

## 같이 보기
- 2025년 동태평양 허리케인
- 2025년 북인도양 사이클론
- 2025년 북대서양 허리케인
- 2025년 북서태평양 열대저압부
- 2025년 북인도양 저기압
- 남서인도양 사이클론: 2024-2025, 2025-2026
- 호주 근해 사이클론: 2024-2025, 2025-2026
- 남태평양 사이클론: 2024-2025, 2025-2026